# بيرتل نوردال
بيرتل نوردال (بالسويدية: Bertil Nordahl)‏ (و. 1917 – 1998 م) هو لاعب كرة قدم، ومدرب كرة قدم، من السويد، شارك في الألعاب الأولمبية الصيفية 1948، مركز لعبه هو مُدَافِع، توفي في دغرفوش، عن عمر يناهز 81 عاماً.

## روابط خارجية
- بيرتل نوردال على موقع الاتحاد الدولي (مؤرشف)  (الإنجليزية)
- بيرتل نوردال على موقع قاعدة بيانات كرة القدم.إي يو (الإنجليزية)
- بيرتل نوردال على موقع ناشيونال فوتبول تيمز (الإنجليزية)
- بيرتل نوردال على موقع عالم كرة القدم.نت (الإنجليزية)
- بيرتل نوردال على موقع أوليمبيديا (الإنجليزية)
- بيرتل نوردال على موقع اللجنة الأولمبية السويدية (السويدية)